# Antropofagia na Mesoamérica

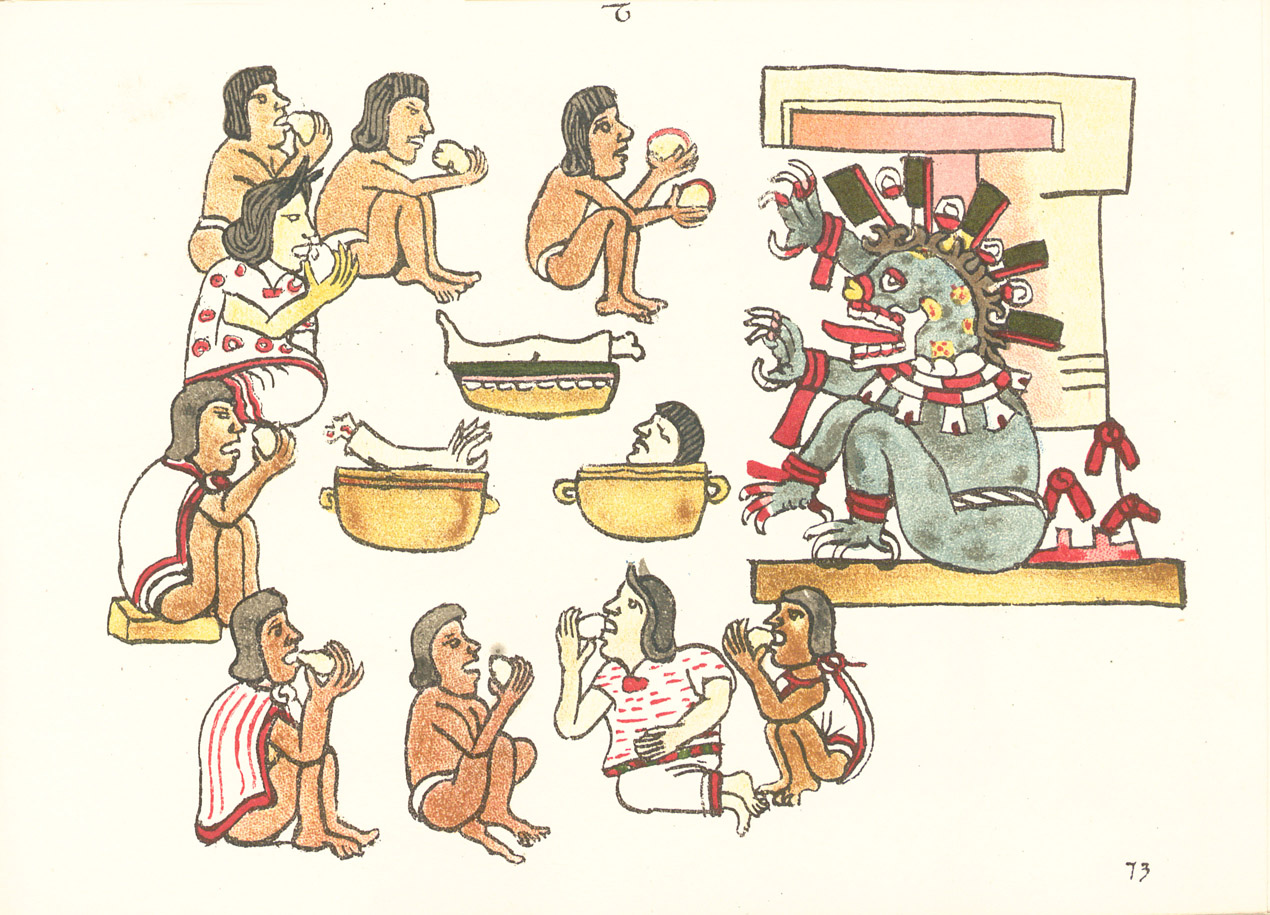
Cena interpretada como canibalismo no Códice Magliabechiano, fólio 73r. Proveniente do século XVI, o códice foi feito no início do período colonial espanhol, usando papel europeu, historiadores questionam a veracidade das informações contidas, pelo fato do códice ter sido feito sob supervisão espanhola.

A existência de antropofagia na Mesoamérica à época pré-colombiana é objeto de debate entre os historiadores. Alguns defendem a existência da antropofagia embora não haja consenso nos motivos e proporções do mesmo. A "teoria hegemônica" acredita que a antropofagia era ritual, inspirada por motivos primariamente religiosos. O fato de não existir qualquer menção a antropofagia em códices e fontes pré colombianas é o principal motivo que leva alguns historiadores a questionar se os astecas realmente o praticavam. Conhecemos a antropofagia asteca principalmente através do trabalho dos frades espanhóis (especialmente Durán, Motolinía e Sahagún). Muito pelo contrário, os escritores náuhuas do Vale do México dos séculos XVI e XVII (especialmente Tezozomoc e Chimalpahin) dificilmente mencionam o canibalismo, e quando o tema aparece em seu trabalho, ele toma a forma quase exclusiva de relatos de canibalismo por engano.
De acordo com o Frade espanhol Sahagún, os astecas costumavam cozinhar o corpo da pessoa sacrificada para preparar o prato chamado de tlacatlaolli e era repartido num banquete. Em outras, matavam escravos ou "tlaaltitin", oferecidos por comerciantes ou artesãos por ocasião da sua própria festa religiosa. O corpo da vítima era entregue ao sacrificador, quem oferecia uma parte às autoridades. As coxas podiam ser enviadas para o palácio real; as vísceras para alimentar os animais do imperador: pumas, jaguares, serpentes. Com o restante do corpo o sacrificador organizava um banquete. A porção de carne que consumia cada pessoa era reduzida, aproximadamente média onça.

## Panorama de antropofagia na América
A antropofagia na América foi descrita pelos primeiros europeus nos séculos XV e XVI, de fato o dicionário da língua espanhola da Real Academia Espanhola deriva a palavra "caníbal" de caríbal, e define-o como adjetivo referido a nativos das Antilhas que eram considerados antropófagos.
Particularmente na Mesoamérica, as crônicas de Índias relatam estes fatos de modo aterrador, como atos denigrativos e incompreensíveis opostos à fé cristã, e como uma clara justificação para impor a religião dos conquistadores espanhóis, pois consideraram que estes atos eram coisa do diabo. As práticas de guerra, o cativeiro de inimigos, as práticas de esfolar os prisioneiros de guerra, o derramamento de sangue, o auto-sacrifício de sangue, os sacrifícios humanos, e a antropofagia faziam parte da vida quotidiana e da complicada religião politeísta de muitas culturas mesoamericanas.

## Cultura maia
Os sacrifícios humanos estão documentados na cultura maia, mas a respeito das práticas de antropofagia há poucos registros. Um deles é o relato de Jerónimo de Aguilar que, junto a Gonzalo Guerrero, sobreviveu ao naufrágio do Golfo de Urabá. Em agosto de 1511 sucedeu um naufrágio de expedicionários que viajavam da atual província de Darién para a ilha de São Domingos, e foram surpreendidos por uma tormenta; apenas uma vintena de expedicionários sobreviveu num batel, e foram arrastados para norte pela corrente do canal de Iucatã; ironicamente, os espanhóis também praticaram a antropofagia por razões de sobrevivência. Finalmente, tocaram terra na zona norte da península de Iucatã, onde foram capturados pela tribo maia dos cocomes; de acordo a Aguilar, quatro dos companheiros, entre eles o capitão, foram comidos pelos nativos.
| “ | ..Prosseguindo Aguilar a sua exortação, disse: "E deste modo andamos quatorze dias, ao cabo dos quais nos botou para fora a corrente, que é ali muito grande e vai sempre atrás do sol, a esta terra, a uma província que se diz Maia. No caminho faleceram de fome sete dos nossos, e vindo os demais em poder de um cruel senhor, sacrificou Valdívia e outros quatro; e oferecendo-os aos seus ídolos, depois comeu-os, fazendo festa, segundo o uso da terra, e eu com outros seis ficamos em uma gaiola, para que estando mais gordos, para outra festa que vinha, solenizássemos com a nossas carnes o seu banquete.." | ” |

## Cultura tlaxcalteca
De acordo às crônicas da conquista, após ganhar batalhas e submeter os povos indígenas, Cortês costumava convencê-los de abandonarem as práticas de sacrifícios humanos e de antropofagia. Teve longas conversações com os maias de Cozumel, com os maias chontais em Centla, com os totonacas de Cempoala, e mesmo com os seus mais numerosos e fortes aliados, os tlaxcaltecas. As principais autoridades da república tlaxcalteca, mesmo foram batizados na fé cristã.
A matança de Cholula e a matança do Templo Maior muitas vezes foram justificadas como castigos exemplares para impedir os sacrifícios humanos que praticavam cholultecas e astecas. Contudo, este castigo nunca foi aplicado aos tlaxcaltecas, evidentemente pela conveniência da aliança, durante o sítio de Tenochtitlan, relataram-se os seguintes acontecimentos:
| “ | .."Era coisa notável o que o nossos índios faziam e diziam aquele dia aos da cidade: por vezes desafiavam-nos, outras convidavam-nos a cear, mostrando-lhes pernas e braços, e outros pedaços de homens, e diziam: "Esta carne é da a vossa, e esta noite a cearemos e manhã a almoçaremos, e depois viremos por mais; por isso não fujais, que sois valentes, e vos vale falecer pelejando que de fome"; e depois, após isto, nomeavam cada um a sua cidade e acendiam fogo nas casas.." | ” |

| “ | .. e vamos pela praça adiante debilmente e derrocando e atalhando muitos, que pelos nossos amigos que nos seguiam eram tomados, de maneira a que desta emboscada mataram mais de quinhentos, todos os mais principais, esforçados e valentes homens; aquela noite tiveram bem que cear o nossos amigos, porque todos os que mataram e levaram feitos poças para comer.. | ” |

| “ | ..e fez grande estrago, matando a uns, derrocando outros, e cortando a passagem a muitos, que em seguida prendiam ali os índios amigos. Nesta emboscada, sem contar os dos combates, faleceram quinhentos mexicanos e ficaram presos outros muitos. Tiveram bem que cear aquela noite os índios o nossos amigos. Não se lhes podia tirar o [costume de] comer carne de homens…" | ” |

## Cultura huasteca
Foram três as tentativas do governador de Jamaica, Francisco de Garay, de conquistar a região do rio Pánuco;  as duas primeiras expedições, de Alonso Álvarez de Pineda e Diego de Camargo, fracassaram e não foram muito documentadas,  a terceira expedição foi comandada pessoalmente por Garay; enquanto o governador viajou para o México para se entrevistar com Hernán Cortés, os soldados amotinaram-se e fustigaram os nativos huastecos roubando-lhes galinhas, mantas e mulheres. A resposta não se fez aguardar:
| “ | .. E desde que aquilo viram os índios daquela província acordaram-se todos em matá-los, e em poucos dias sacrificaram e comeram mais de quinhentos espanhóis, e todos eram dos de Garay; e uma povoação houve que sacrificaram sobre cem espanhóis juntos, e por todas as povoações não faziam senão aos que andavam desmandados matá-los e comer e sacrificar … | ” |

Depois deste acontecimento, Cortés empreendeu uma forte campanha militar na zona, nesta ocasião, mais pelo desejo de vingança que por ambição ou conquista, pois a zona não era rica em minerais nem pedras preciosas, nem os nativos tinham grandes cidades. O próprio Díaz del Castillo faz menção das despesas de campanha como quantificação das perdas econômicas.

## Chichimecas
Os chichimecas, que na realidade eram um conjunto de diversos povos aos quais foi atribuído generalizadamente este nome, também foram registrados realizando práticas de antropofagia:
| “ | .."Também sacrificavam para além de Jalisco homens a um ídolo como cobra enroscada, e queimando-os vivos, que é o mais cruel de tudo, e comiam-nos meio assados.." | ” |

## astecas
A antropofagia nos astecas foi a mais estudada depois da conquista do México. Aparentemente, os espanhóis não foram testemunhas diretas desta atividade devido às circunstâncias do encontro com este povo, porém receberam ameaças diretas. Isto sucedeu depois da matança do Templo Maior. Os astecas também se aperceberam da prisão de Motecuhzoma Xocoyotzin, e encontravam-se seriamente ofendidos pelos fatos ocorridos:
| “ | .. diziam: "Se não tivéssemos medo duma mulher e do cavalo branco, já estaria derribada a vossa casa, e vós cozidos, embora não comidos, pois não sois bons de comer, que o outro dia o provamos, e amargais; mas jogar-vos-emos às águias, leões, tigres e cobras, que vos traguem por nós; mas contudo isto, se não soltais Moctezuma e vos vais embora em seguida, pronto sereis mortos santamente, cozidos com chilmolli e comidos por animais selvagens, pois não sois bons para estômagos de homens; porque sendo Moctezuma o nosso senhor e o deus que nos dá manutenção, vos atrevestes a prender e tocar com a vossas mãos ladroas, e a vós, que colheis o alheio, como vos aguenta a terra, que não vos traga vivos? Mas andai, que os nossos deuses, cuja religião profanastes, vos darão o vosso merecido… | ” |

Díaz del Castillo relatou o fato de jeito semelhante durante o sítio de Tenochtitlan, num momento posterior à captura dos espanhóis que foram sacrificados, e esfolados em Tlatelolco: Mirai quão maus e velhacos sois, que ainda as vossas carnes são tão más para comer que amargam como o fel, que não as podemos tragar pelo amargor.

## Primeiras observações
Os cronistas da conquista do México, testemunharam as estratégias de combate dos astecas, aperceberam-se que o objetivo principal era a captura de guerreiros inimigos e não necessariamente dar-lhes morte nas batalhas:
| “ | ....E deixemo-lo já, e direi e declararei por que disse em todas estas guerras mexicanas, quando mataram os nossos companheiros, os levaram e não digo os mataram, e a causa é esta: porque os guerreiros que connosco pelejavam embora pudessem matar os que levavam vivos do nossos soldados, não os matavam depois, mas davam-lhes feridas perigosas por que não se defendessem, e vivos levavam-nos a sacrificar ao seu ídolo da guerra, e esta é a causa por que disse levaram-nos… | ” |

| “ | ..invocando os seus deuses com mais ânimo e força os vencedores, e seguiam os alcances, e então prendiam e cativavam os que podiam, e este era o seu principal despojo e vitória, prender muitos para os sacrificarem aos seus ídolos, que era a sua principal tentativa, e por comerem uns os outros como comiam, e tinham por maior façanha prender que matar; e isto era nas contínuas guerras, embora sucedessem escaramuças de muita ventura muitas vezes, fingindo alguma fuga de indústria e ardil de guerra, saíam de través algumas emboscadas que faziam nele mortal dano aos seus inimigos.. | ” |

| “ | .. Não era usado, como as leis humanas permitem, que o vencedor, podendo matar o vencido, usando de misericórdia, o tornasse seu escravo ou o desse por resgate, senão que, não, somente os vencedores matavam os vencidos e os sacrificavam quando os traziam vivos, mas após mortos esfolavam-nos e vestiam-se com os seus couros e comiam, cozidas, as suas carnes; os senhores, as mãos e coxas, e os outros, o restante do corpo.. | ” |

Como um segundo ponto, os cronistas relataram que após ter sido sitiada a cidade de Tenochtitlan por mais de noventa dias, e encontrar-se em circunstâncias de fome, pois não tinham fornecimentos de água nem alimentos, os astecas não recorreram à antropofagia como um recurso para pacificar a fome. López de Gómara, e Díaz del Castillo coincidiram na observação:
| “ | …"Eles bem a quisessem finalmente (a paz); mas Cuahutimoc não a quis, porque a princípio a recusaram contra a sua vontade e conselho, e porque falecendo todos, não deram sinal de fraqueza; porque se tinham os mortos na casa porque os seus inimigos não os vissem. De aqui também se conhece como os mexicanos, embora comam carne de homem, não comem a dos seus como alguns pensam; que se a comerem, não faleceriam assim de fome".. | ” |

| “ | ..e encontrou-se a cidade toda como arada e sacadas as raízes das ervas boas que comeram cozidas, até a casca de algumas árvores; de maneira que água doce não achamos nenhuma, senão salgada. Também quero dizer que não comiam as carnes dos seus mexicanos, mas eram das nossas e tlaxcaltecas que apanhavam, e não se encontrou geração em muitos tempos que sofresse a fome e sede e contínuas guerras como estas.. | ” |

## Primeiros estudos do século XVI
Frei Bernardino de Sahagún, um dos primeiros estudiosos da religião e costumes dos astecas, escreveu a Historia general de las cosas de la Nueva España baseando-se em pesquisas de primeira mão dos nativos mexicanos.  No século XX, Ángel María Garibay ressalta a importância da obra de Sahagún para o conhecimento das ideias religiosas do grupo racial náuatle, e de toda a Mesoamérica,  devido às grandes afinidades nos sistemas de crenças entre todos os povos, mesmo a  cultura maia foi influenciada pelas culturas do altiplano no período pós-clássico mesoamericano.
O segundo dos doze livros da Historia general de las cosas de la Nueva España, chama-se Que trata do calendário, festas e cerimônias, sacrifícios e solenidades que estes naturais desta Nova Espanha faziam a honra dos seus deuses e detalha os sacrifícios humanos realizados quotidianamente e ao menos nos meses de Tlacaxipehuliztíli, Tepeihuitl,  dedicados respectivamente aos deuses Xipe Totec e Tláloc, as cerimônias incluíam a prática de antropofagia:
| “ | .. Após ter-lhes sacado o coração, e ter posto o sangue numa xícara, a qual recebia o senhor do mesmo morto, botavam o corpo a rodar pelas gradas sob o "cu". Ia parar em uma praceta em baixo; dali a tomavam uns velhos que chamavam quaquauacuiltin e levavam o seu calpul, onde o despedaçavam e o repartiam para comer | ” |

| “ | ..Depois de tê-los matado e sacados os corações, levavam-nos com tento, rodando pelas arquibancadas em baixo; chegadas em baixo, cortavam as cabeças e espetavam-nas em um pau, e os corpos levavam-nos para as casas que chamavam de calpul, onde os partilhavam para comer.... | ” |

Particularmente para a cerimônia de Xipe Totec, Sahagún descreveu que as vítimas que regularmente eram comidas eram cativos de guerras, que eram mantidos prisioneiros e com vida para ser sacrificados no mês de Tlacaxipehuliztíli  :
| “ | .. Após esfolados, os velhos, chamados quaquauacuiltin, levavam os corpos ao calpulco, aonde o dono do cativo fizera o seu voto ou prometimento; ali dividiam e enviavam a Motecuçoma uma coxa para que comesse, e o demais repartiam-no pelos outros principais ou parentes; iam comê-lo na casa do que cativara o morto. Coziam aquela carne com milho, e davam a cada um um pedaço daquela carne numa malga ou panela, com o seu caldo e o seu milho cozida. E chamavam aquela comida de tlacatlaolli; depois de terem comido andava a bebedeira … | ” |

## Teóricos do canibalismo alimentar
Edward Payne na sua History of the New World Called America, de 1892, especulou que os sacrifícios humanos respondiam aos desejos e interesses das classes dominantes e afirmou que a ideologia que motivava o rito de ingerir a carne humana era produto das condições materiais de existência na época.
Em 1977, Michael Harner voltou a lançar a velha teoria de Edward Payne, afirmando que, frente às grandes deficiências proteínicas na dieta dos habitantes do Vale do México, dada a ausência de grandes mamíferos domésticos, as elites astecas deveram começar a comer os plebeus.
O antropólogo Marvin Harris, autor do livro Caníbais e reis insistiu em que a carne das vítimas era parte da dieta aristocrática, como recompensa, dada a falta de proteínas na dieta comum. Assim, a economia asteca não seria bem generosa  para permitir alimentar os prisioneiros como escravos, pelo qual estes eram "carne em movimento".
O professor em Paris do Museu do Homem, Christian Duverger, autor de um estudo sobre o sacrifício asteca, A flor letal, escreve: "Digamo-lo para começar: o canibalismo asteca não foi inventado integramente pelos espanhóis para justificar a sua sangrenta conquista. Também não  pode ser dissimulado atrás de uma coartada mística, pois não é reduzível à antropofagia ritual (…). Não! A antropofagia faz parte da realidade asteca e a sua prática é muito mais corrente e muito mais natural do que às vezes acostuma ser apresentada." E acrescenta: "Abramos os códices: braços e pernas surgem de uma jarra colocada sobre o fogo; uns índios conchegados devoram, a mão, a carne dos membros de um sacrificado". Contudo, Duverger omite que a imagem evocada do códice Magliabechiano (ver ilustração) representa ao lado dos "índios conchegados", que devoram carne humana, uma deidade asteca e que este documento é um texto de meados do século XVI cujo conteúdo é de caráter primariamente religioso.
Porém, a princípios de 2005 foi publicada uma nota jornalística, "Os astecas sim eram caníbais; são encontrados em Ecatepec utensílios de cozinha ao lado de ossos humanos". A nota do jornal mexicano La Crónica, baseada em Discovery Channel, diz que "os astecas cozinhavam, esfolavam e comiam seres humanos, de acordo com afirmações de arqueólogos mexicanos, incluído o diretor do Museu do Templo Maior".

## Evidência contra a hipótese de canibalismo alimentar
Ortiz de Montellano, entre outros, apresentou evidências de os astecas terem uma dieta equilibrada e que a contribuição nutricional do canibalismo não era muito efetiva. Os astecas pareciam possuir suficientes fontes de proteínas, pois domesticaram três espécies de animais para consumir a sua carne: peru, pato crioulo (Cairina moschata) e cão. Além disso, embora não domésticos, a grande quantidade de veado selvagem e outras fontes de proteínas animais na região reduz a credibilidade da hipótese que privilegia o canibalismo por razões alimentícias como explicação dos sacrifícios astecas. "A própria descrição da forma de cozinhar esta carne", diz Sophie D. Coe, "da qual estava ausente o pimento, sugestiona que não se tratava de uma comida ordinária mas de um rito religioso." De acordo a Coe, Harner foi induzido ao erro porque o momento no que escreveu o seu artigo era o da "grande toleima proteínica" nos Estados Unidos, quando alguns antropólogos mediam cada civilização segundo a quantidade de proteínas animais que, em média, consumiam os cidadãos.
Michel Graulich declarou que: O banquete antropófago era um evento religioso e social muito importante. Comiam o morto divinizado, unidos com ele, mas também era uma ocasião para convidarem e honrar os familiares, para fazerem relações com personagens importantes, para ganharem prestígio, e em tudo isto podia ser gasto o produto de anos de trabalho.